# 안압

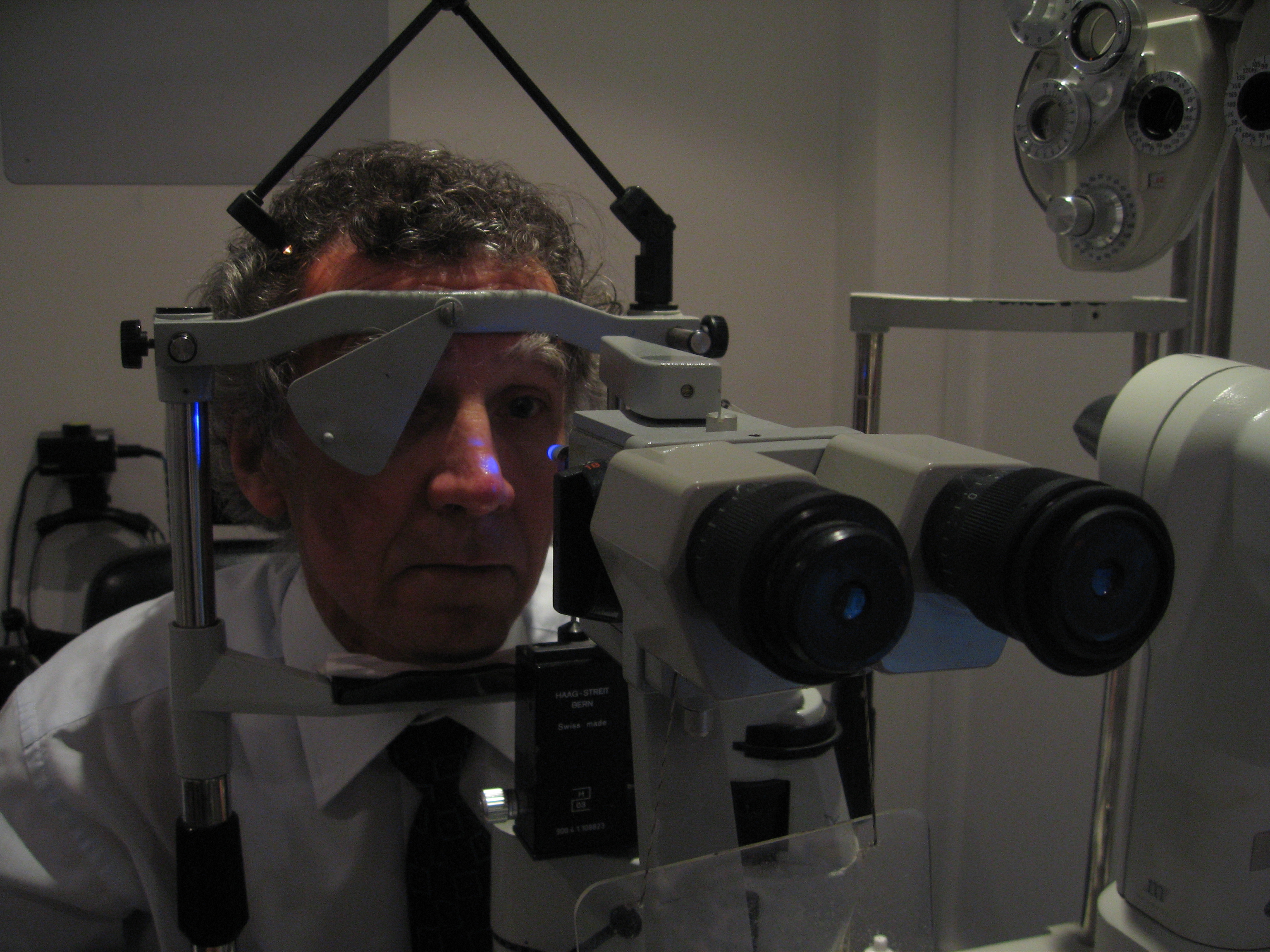
안압 측정기 앞에 선 환자.

안압(眼壓, intraocular pressure, IOP) 또는 안내압(眼內壓)은 안구 내부의 유체 압력이다. 안압 측정은 안압을 측정하기 위하 사용하는 방식이다. 안압은 녹내장의 위험을 평가하는 중요한 요소이다. 대부분의 안압 측정기들은 수은주밀리미터 (mmHg) 단위로 측정한다.

## 계산식
안압의 계산식은 아래와 같다.
IOP = F / C + PV
여기에서 F = 안방수 형성률(aqueous fluid formation rate), C = 유출 속도(outflow rate), PV = 상공막 정맥압(episcleral venous pressure)을 의미한다.

## 분류
10~20 mmHg 사이의 안압은 정상으로 간주한다. 평균 안압은 대략 2.75 mmHg의 유동을 포함하여 15.5 mmHg이다.
고안압증(Ocular hypertension, OHT)은 시신경 손상이나 시야 손실이 없는 상태라면 정상 수치 보다 높은 경우로 정의된다.
저안압증(ocular hypotony)은 일반적으로 5 mmHg 이하인 경우로 정의된다. 이렇게 낮은 안압은 유체가 누실되어 안구 수축으로 이어질 수 있음을 의미한다.

## 영향을 주는 요인

### 일일 변화
밤낮을 통틀어 안압은 변화한다. 정상적인 안구의 하루 동안의 변화도는 3~6 mmHg이며 녹내장의 경우 이 변화폭은 증가한다. 밤중에 안압은 수양액(aqueous humour)이 천천히 생성됨에도 불구하고 감소하지 않을 수 있다.

### 운동
운동을 할 경우 안압에 긍정적으로나 부정적으로 영향을 줄 수 있다는, 결론에 이르지 않은 연구가 일부 있다. 그러나 일부 형태의 운동은 안압을 상승시킨다.

### 악기
일부 관악기를 연주하는 것은 안압 상승과 관련되어 있다. 2011년 한 연구에서 금관, 목관악기에서 일시적이고 가끔은 극적인 안압의 출렁임과 상승을 관찰하였다.

### 약물
심박, 호흡, 액체류 섭취, 전신 약물, 국소약과 같은 수많은 기타 요인들을 통해 변화하기도 한다. 알코올과 마리화나의 소비는 안압의 일시적인 감소로 이어지며 카페인은 안압을 상승시킨다.

## 중요성
고안압증은 녹내장의 가장 중요한 위험 요소로 간주된다.
양안의 안압차는 의학적으로 종종 중요하며 잠재적으로는 앞포도막염, 망막 박리, 특정한 종류의 녹내장과도 관련된다.